# Riera de Merlès
La riera de Merlès és un corrent fluvial que passa o voreja les comarques del Ripollès, Berguedà, Lluçanès i el Bages. Neix prop del Molí de Moreta a la confluència de la Riera del Molí i del Torrent de l'Estanys que davallen dels Rasos de Tubau, als termes municipals de les Llosses i Sant Jaume de Frontanyà.
El seu curs transcorre per municipis amb poca població i això fa que tingui un atractiu paisatgístic i natural força rellevant, ja que el paisatge s'ha modificat molt poc. El seu traçat està ben comunicat per carretera, i s'hi pot accedir des de poblacions com Puig-reig, Gironella, Prats de Lluçanès, les Llosses o Borredà, ja més al nord.

## Biodiversitat

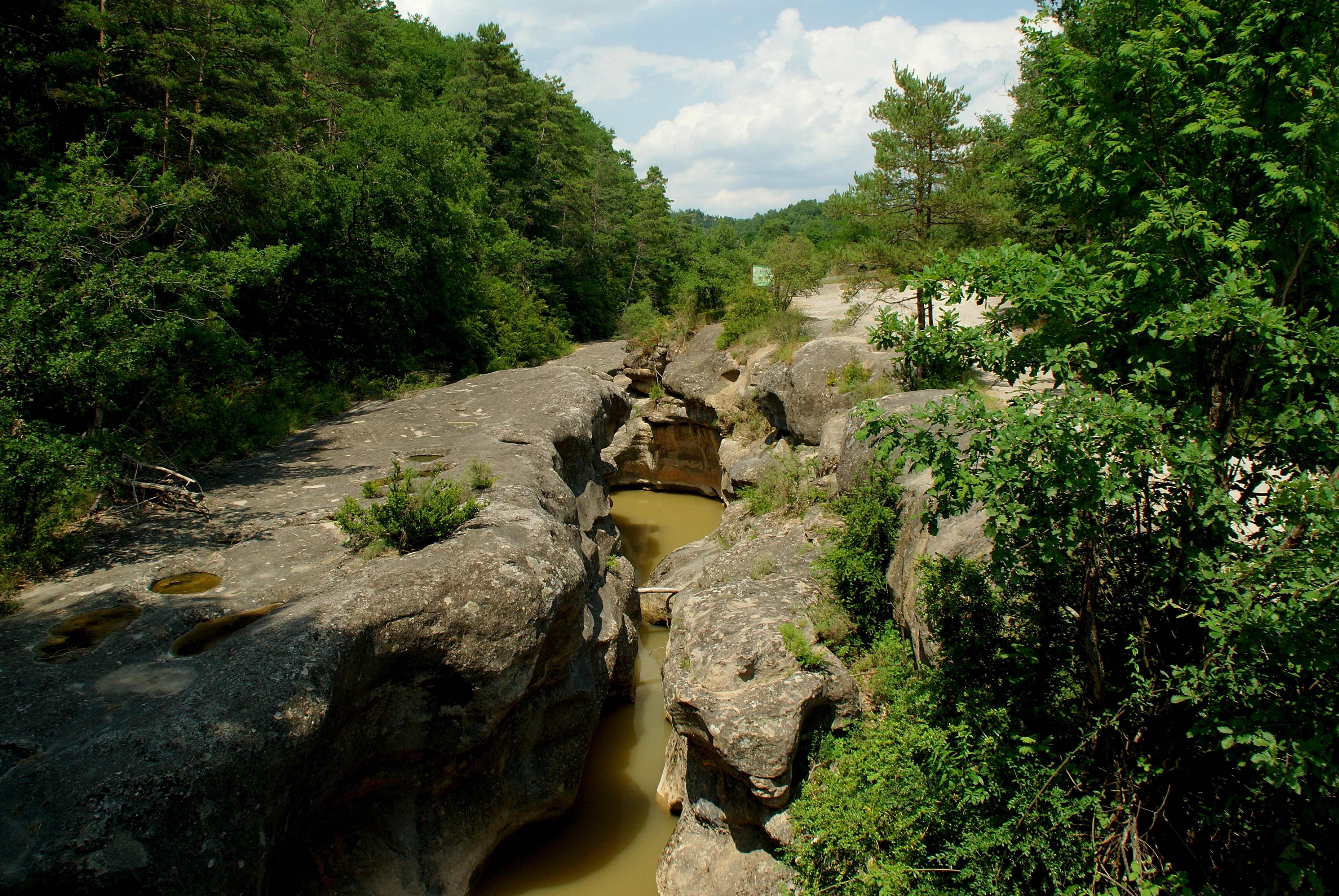
«Goles de les Heures», a la Riera de Merlès

Depenent de l'alçada del terreny, l'orientació i la proximitat amb el curs d'aigua, a la vall de Merlès trobem diferents tipologies de boscos i d'espècies d'arbres: al curs baix hi trobem el bosc mediterrani, amb predomini de pi blanc, roures i alzines. Al curs mitjà i superior hi trobem boscos eurosiberians, amb predomini de pi roig, avellanoses i alguna fageda. Un tercer tipus de bosc el trobem a la vora de la riera, l'anomenat bosc de ribera en el qual creixen diverses espècies d'arbres de grans dimensions: freixes, oms, gatells o salzes.

## Geografia humana
De nord a sud passa pels municipis de Sant Jaume de Frontanyà, Les Llosses, Borredà, La Quar, Lluçà, Sagàs, Santa Maria de Merlès i Puig-reig.
Els municipis de la vall de Merlès són eminentment rurals, per la qual cosa no trobem nuclis de població al seu pas, només masies disperses, excepte el petit nucli de Santa Maria de Merlès, que consta de l'església, la rectoria, l'Ajuntament i l'hostal.
Malgrat anem trobant al llarg del seu recorregut grans masies amb molta història, també hi ha escampades per tota la vall un gran nombre de masies deshabitades i moltes d'elles en molt mal estat, o fins i tot enrunades. Això és degut al despoblament rural que s'ha patit en les últimes dècades. Algunes d'elles han sobreviscut gràcies al fet que els seus propietaris les han convertit en segones residències.
Les masies més importants que trobem a la vall de Merlès són:
- Can Tubau
- La Moreta
- Corrubí
- La Riba
- La Riera
- Llimós
- Capdevila
- Puigcercós (Borredà)
- Boatella
- El Rourell
- La Tor
- Les Heures
- Vilartimó
- Can Mateu
- Can Vilalta
- La Cortada
- Escrigues
- Pinós
- Vilaramó
- Cal Pallot

### Molins

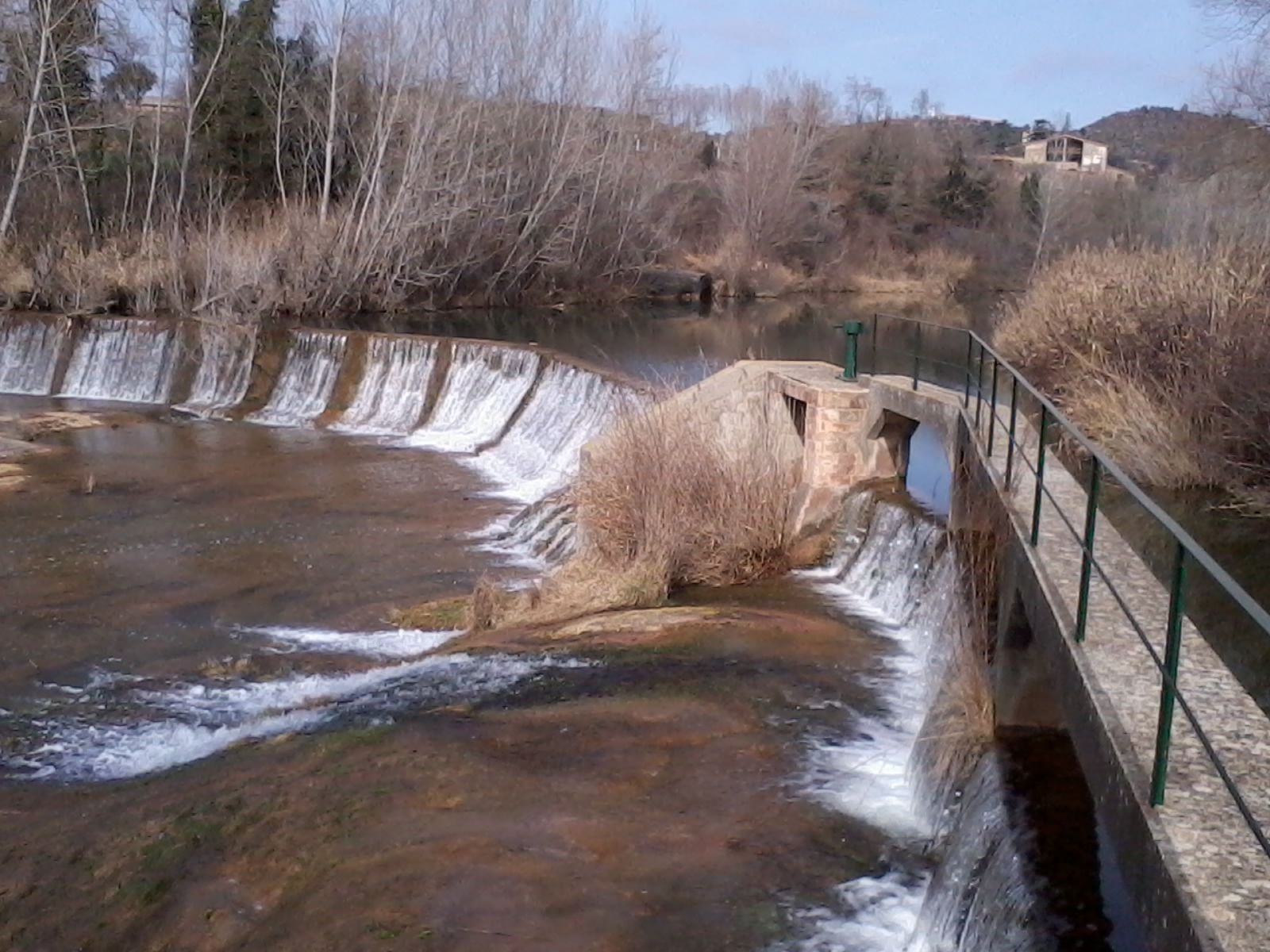
Resclosa sota el nucli de Santa Maria de Merlès

A part de l'explotació agrícola i ramadera, que és i ha estat la principal activitat de les masies, històricament també s'ha donat a la vall de Merlès l'aprofitament del seu cabal per fer funcionar fargues i molins fariners. El molí accionat amb la força hidràulica ha estat una indústria artesanal que servia de complement a l'explotació agropecuària.
Els molins, tal com encara podem veure'n alguns avui dia, eren edificis independents respecte a les masies perquè s'havien de construir al costat de la riera, i sovint es troben a una bona distància respecte a la masia a la qual pertanyia. Hi ha una sèrie d'elements característics dels molins que han donat una fesomia pròpia al curs de la riera de Merlès: la reclosa, que antigament era construïda amb una paret de roques aguantada per troncs; el canal que desviava l'aigua de la riera cap a la bassa, i des de la bassa sortia el rec que portava l'aigua fins al molí quan calia accionar-lo per moldre.

### Agricultura i ramaderia
La població de la vall de Merlès ha viscut tradicionalment de la ramaderia i l'agricultura. Els tipus de conreus que s'hi poden trobar depenen de la topografia del terreny i de les condicions climàtiques, amb dos sectors que podem diferenciar: el sector baix i mitjà, que va des de la desembocadura al Llobregat, als límits de terme entre Puig-reig (Berguedà) i Gaià (Bages), fins a arribar al pla de Santa Maria de Salselles, al terme de Borredà. En aquest territori, allà on la vall s'eixampla i a prop de les grans masies encara habitades, s'hi poden trobar camps on es cultiven cereals com l'ordi o el blat, intercalat també amb algun camp de farratge per al bestiar.
Allà on el terreny comença a agafar més alçada, més amunt de Salselles i fins als Rasos de Tubau, el que predomina són els camps de farratge, que proporcionen aliment per a les explotacions ramaderes de la zona.